# Johanna von Schaffgotsch
Johanna von Schaffgotsch, född 1842, död 1910, var en tysk affärsidkare.  Hon ärvde vid tre års ålder en av Tysklands största gruvindustrier i Schlesien efter sin far. Hon behöll enligt bestämmelserna kontrollen över industrin även efter sitt giftermål. Hon är även känd som filantrop. 